# Sympho-Nick
Sympho-Nick (Oekraïens: Симфо-Нік) was een Oekraïense meidengroep.

## Geschiedenis
De groep leerden elkaar kennen in de zomer van 2014. Ze namen ieder apart deel aan de Oekraïense voorronde voor het Junior Eurovisiesongfestival. Tijdens de Muziekacademie voor Junior Eurovisiesongfestival werden ze goed bevriend en besloten toen verder te gaan als groep. De naam "Sympho-Nick" werd later gekozen door middel van een online poll die ze hadden gelanceerd.
Op 9 augustus eindigde Sympho-Nick op de eerste plaats in Oekraïense voorronde. Hierdoor mochten ze Oekraïne vertegenwoordigen op het Junior Eurovisiesongfestival 2014 in Malta. Daar werden ze uiteindelijk zesde.
Na het Junior Eurovisiesongfestival ging de groep uit elkaar en ging iedere zangeres solo verder.

## Leden
- Amalija Krymska (Oekraïens: Амалія Кримська; Simferopol, Krim, 27 september 2002) is het jongste lid van de groep. Vanaf haar vijfde studeert ze aan een muziekschool en speelt piano. Verder neemt ze veel deel aan (inter)nationale zangwedstrijden en heeft daar al verschillende malen prijzen in de wacht gesleept.
- Marta Rak (Oekraïens: Марта Рак; Lviv, 29 januari 2001) is het oudste lid van de groep. Sinds haar tiende is Rak deel van een muziekschool en speelt daar piano. Net zoals de anderen nam ze in het verleden veel deel aan zangwedstrijden in binnen- en buitenland. Ze beschrijft Filipp Kirkorov, Céline Dion, Toni Braxton, Tina Karol en Ani Lorak als haar muzikale voorbeelden.
- Sofija Koetsenko (Oekraïens: Софія Куценко; Charkov, 27 augustus 2002) is wellicht de meest ervaren zangeres van het trio. Ze speelt sinds haar vijfde piano en nam deel aan bekende internationale festivals, zoals de junior versie Festival van Sanremo die ze won in mei 2014. In 2012 werd ze gekroond tot Little Miss World bij een modellenwedstrijd.

## Discografie

### Singles
| Jaar | Titel        | Vertaling               | Album |
| ---- | ------------ | ----------------------- | ----- |
| 2014 | Priyde vesna | Het voorjaar gaat komen | -     |

2006: Nazar Slyoesartsjoek ·
2007: Ilona Galitska ·	
2008: Viktoria Petryk ·
2009: Andranik Aleksanjan ·
2010: Joelia Goerska ·
2011: Kristall ·
2012: Anastasija Petryk ·
2013: Sofija Tarasova ·
2014: Sympho-Nick · 
2015: Anna Trintsjer · 
2016: Sofiia Rol · 
2017: Anastasija Bahinska · 
2018: Darina Krasnovetska · 
2019: Sofia Ivanko · 
2020: Oleksandr Balabanov · 
2021: Olena Oesenko · 
2022: Zlata Dzjoenka · 
2023: Anastasia Dymyd